# Isla Resolución
Isla Resolución es una de las islas del Archipiélago ártico canadiense.

## Geografía
Está situada en el extremo oriental de isla Baffin, frente a la península de Meta Ingognita, de la que la separan las aguas del Estrecho Gabriel. Está emplazada en una de las encrucijadas marinas de la navegación ártica, ya que da acceso al estrecho de Hudson, al oeste, tradicionalmente delimitado en su parte oriental por Cabo Chidley, en Isla Killiniq,y la propia Isla Resolución. También permite seguir navegando al estrecho de Davis, al norte, flanqueada la bahía de Frobisher. La rodean, en su parte noroccidental, un montón de pequeñas islas que la separan de la cercana Isla Edgell, situada a menos de 4 km. Entre ella y la punta de península de Meta Ingognita, en el Estrecho Gabriel, están también las islas Lower Savage. 
Tiene una superficie de 1015 km² y administrativamente, pertenece, como todas las islas que la rodena, al territorio autónomo de Nunavut.

## Historia
Fue descubierta por vez primera por el explorador inglés Martin Frobisher, que desembarcó en la isla el 28 de julio de 1576, en un viaje para descubrir el legendario Paso del Noroeste. 

## Base militar y contaminación
La isla albergó una base militar estadounidense que empezó a funcionar en 1954 como parte de la Línea de Alerta Temprana («Distant Early Warning Line», DEW). La base fue dejada vacante en 1973 y entregada al gobierno canadiense en 1974. 
En unas investigaciones in situ realizadas entre 1987 y 1990 se descubrió por primera vez la contaminación del lugar, originada en gran parte por derrames de los equipos de radar, que utilizan bifenilos policlorados (PCBs) como aislantes. Otros elementos contaminantes incluyen fluidos de transformadores, hidrocarburos, amianto y metales pesados en los edificios y afectan a todo el sitio. Isla Resolución ha sido identificada con el más alto nivel de contaminación por PCB de todos las antiguas bases militares localizadas en que corresponden al Ministerio de asuntos indígenas y del Norte de Canadá («Indian and Northern Affairs Canada», INAC). 
En 1993 y 1994, se realizó una evaluación ambiental de la zona. De resultas de ello, se colocaron barreras temporales en las vías de drenaje para detener la migración de los PCBs al agua. Además se realizaron nuevas investigaciones y, en 1997, la INAC inició unos trabajos de restauración en colaboración con la Qikiqtaaluk Corporation (CC), Medio Ambiente de Canadá, QC y la Universidad de Queen. En ese momento se adoptaron medidas para asegurarse de que los contaminantes no supongan un riesgo para los seres humanos y la vida silvestre.